# هانا وانتز
هانا وانتز (انگلیسی: Hannah Wants؛ زادهٔ ۱۹ ژوئن ۱۹۸۶) دی‌جی، تهیه‌کننده اهل انگلستان است. او در بیرمنگام انگستان به دنیا آمده است.  پدربزرگ او در بین سال‌های ۱۹۴۰ تا ۱۹۵۰ بعنوان دی‌جی مشغول به فعالیت بود.
او به عنوان بازیکن حرفه ای فوتبال نیز مشغول بوده و از باشگاه‌هایی که در آن بازی کرده‌است می‌توان به باشگاه فوتبال استون ویلا اشاره کرد.